# Żuki (powiat hajnowski)
Żuki – wieś w Polsce położona w województwie podlaskim, w powiecie hajnowskim, w gminie Kleszczele.
W latach 1975–1998 miejscowość należała administracyjnie do województwa białostockiego.
W miejscowości znajduje się świetlica wiejska. Żuki sąsiadują bezpośrednio ze wsią Pogreby.
Prawosławni mieszkańcy wsi należą do parafii św. Mikołaja w Kośnej, a wierni kościoła rzymskokatolickiego do parafii św. Zygmunta w Kleszczelach.

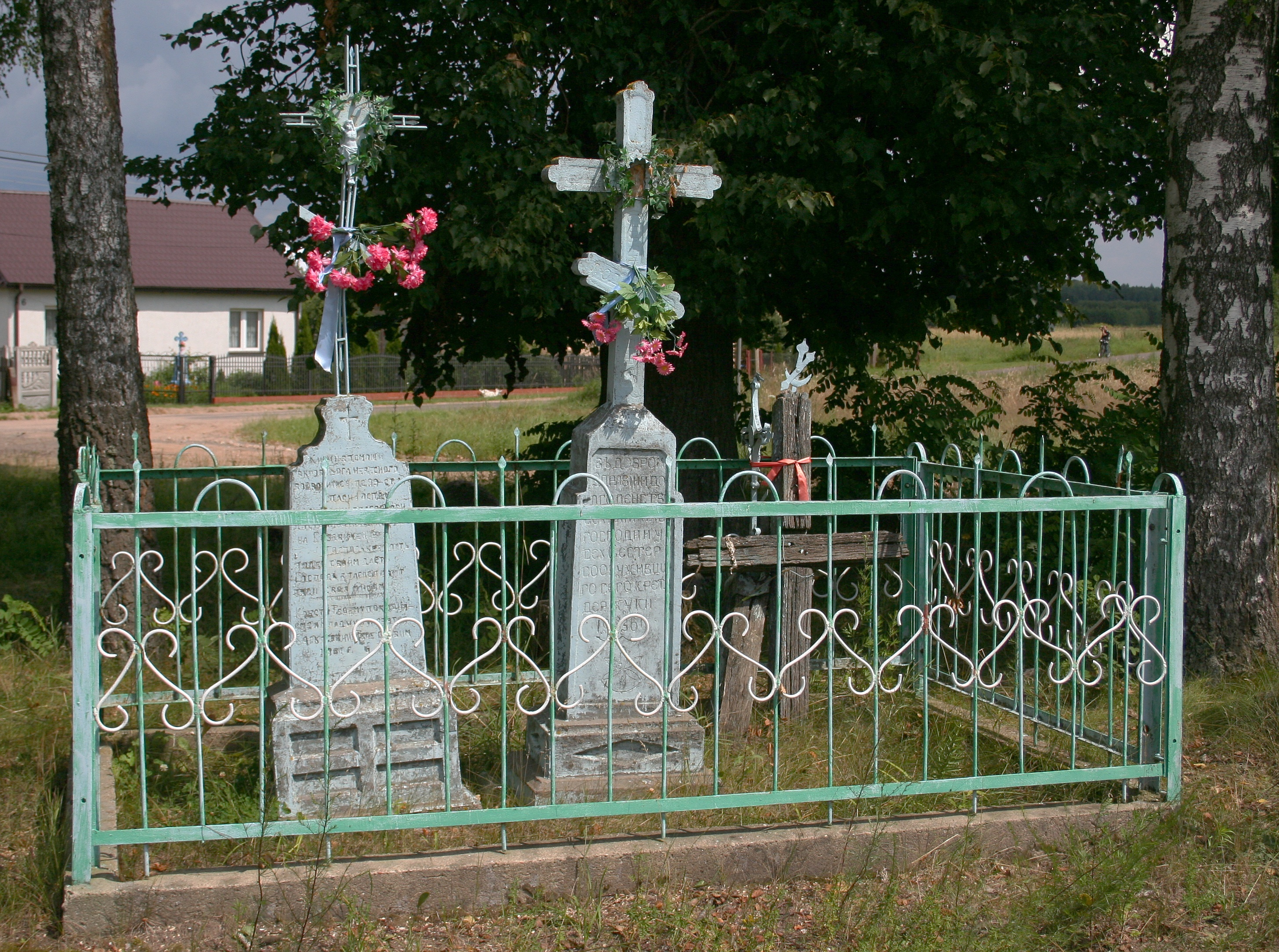
Krzyże na skrzyżowaniu w miejscowości Żuki